# Фредрикссон, Матиас
Матиас Фредрикссон (швед. Mathias Fredriksson) (род. 11.02.1973) — известный шведский лыжник, бронзовый призёр олимпиады 2006, неоднократный призёр чемпионатов мира.

## Спортивная карьера
Наибольшего успеха Матиас Фредрикссон добился на чемпионате мира 2001 года в Лахти, где он стал двукратным серебряным призёром в гонке на 15 км классическим стилем и в эстафете 4×10 км. На других чемпионатах он ещё дважды становился бронзовым призёром с командой в эстафетных гонках в 2003 и 2007 годах.
Высшее достижение на олимпийских играх - бронзовая медаль в эстафете на Олимпиаде 2006 года в Турине. Матиас Фредрикссон принимал участие в четырёх зимних олимпиадах 1994, 1998, 2002 и 2006 годов. Лучший результат в индивидуальных гонках - 10 место в масс-старте на 50 км свободным стилем в 2006 году.
В сезоне 2002-2003 годов Матиас Фредрикссон одержал победу в общем зачете Кубка мира. На этапах Кубка мира в его активе 9 побед в индивидуальных гонках на различных дистанциях и 2 в эстафетах.
Родной брат известного профессионального лыжника Тобиаса Фредрикссона.